# Базас (приток Кондомы)
Базас (Большой Базас) — река в России, протекает по Таштагольскому району Кемеровской области. Устье реки находится в 354 км по правому берегу реки Кондома. Длина реки составляет 12 км. 

## Данные водного реестра
По данным государственного водного реестра России относится к Верхнеобскому бассейновому округу, водохозяйственный участок реки — Кондома, речной подбассейн реки — Томь. Речной бассейн реки — (Верхняя) Обь до впадения Иртыша.